# 泉町下川
泉町下川（いずみまち しもがわ）は、福島県いわき市の大字である。郵便番号は971-8183。

## 地理
いわき市南東部の小名浜地区に属する。北で泉もえぎ台、泉町、泉町滝尻、東で小名浜、西で小浜町、泉町黒須野、泉町とそれぞれ隣接する。概ね町村制施行以前の菊多郡下川村の流れを汲む地域である。二級水系藤原川下流部と右岸支流である釜戸川に挟まれた宝珠院川流域の平野部と、西側の丘陵地を範囲とする。南側に太平洋を臨み、小名浜港の西部一角を担い、藤原埠頭、大剣埠頭を擁する。小名浜岡小名内に所在するいわき東警察署及び小名浜に所在する小名浜消防署がそれぞれ管轄にあたる。

### 主な字
字
- 神山前
- 宿ノ川
- 田宿
- 稲子塚

- 前ノ原
- 谷地川
- 宮ノ下
- 八幡前

- 薬師前
- 山ノ神
- 萱手
- 境ノ町

- 八合
- 谷地
- 須賀蛭
- 大畑

- 大剣
- 下代
- 畑中
- 井戸内

- 神笑
- 川向

### 河川
- 二級水系藤原川
  - 宝珠院川
  - 釜戸川

## 歴史
- 1879年1月27日 - 泉藩領下川村が福島県内における郡区町村制の施行により菊多郡の村となる[4]。
- 1889年4月1日 - 町村制の施行により下川村が玉露村、泉村、本谷村、滝尻村、黒須野村と合併し、菊多郡泉村が新たに発足する。旧下川村域は泉村の大字となる[4]。
- 1896年4月1日 - 菊多郡と周辺郡との合併により石城郡が発足し、石城郡泉村となる[4]。
- 1953年4月1日 - 泉村が町制施行し、泉町の大字となる[4]。
- 1954年3月31日 - 泉町が小名浜町、渡辺村、江名町と合併、磐城市が新たに発足し、磐城市の大字となる[4]。
- 1966年10月1日 - 磐城市が平市・常磐市・内郷市・勿来市、石城郡小川町・遠野町・四倉町・川前村・田人村・好間村・三和村、双葉郡久之浜町・大久村と合併しいわき市となり、いわき市小名浜地区の大字となる[4]。
- 2008年 - 泉西部土地区画整理事業に伴い、周辺の大字と併せ一部が泉もえぎ台として分離新設される[4]。

## 世帯数と人口
2023年10月31日現在の世帯数と人口は以下の通りである。
| 大字     | 世帯数  | 人口   |
| -------- | ------- | ------ |
| 泉町下川 | 773世帯 | 1778人 |

## 小・中学校の学区
市立小・中学校に通う場合、学区は以下の通りとなる。
| 番地 | 小学校             | 中学校             |
| ---- | ------------------ | ------------------ |
| 全域 | いわき市立泉小学校 | いわき市立泉中学校 |

## 交通

### 道路
- 国道6号常磐バイパス
- 福島県道20号いわき上三坂小野線（旧国道6号）
- 福島県道239号泉岩間植田線

### 港湾
- 小名浜港
  - 藤原埠頭
  - 大剣埠頭

## 施設
- 小名浜臨海工業団地
  - クレハ運輸
  - エネオス 小名浜油槽所
- 日産自動車いわき工場
- いわきサンマリーナ
- 小名浜オーシャンホテル＆ゴルフクラブ
- ヨークベニマル 泉下川店
- 照島ウ生息地（国の天然記念物）